# 老哈河
老哈河是中華人民共和國境內的一條河流，它被視為辽河的源头，它发源于河北省平泉县，在翁牛特旗与奈曼旗交界处与西拉木伦河合流成遼河，全长约426公里，流域面积33076平方公里。
老哈河之前名為托紇臣水、土护真河、土河、涂河，老哈河名稱始于清朝，它在当时被称为“老哈木伦”，是“龙河”的意思。